# 甘山道
分巡甘山道兼理馬政事務，簡稱分巡甘山道、甘山道，清朝甘肅行政區劃名。

## 建置
康熙二年（1663）改分巡西寧道而設，道員帶布政使司參政、布政使司參議、按察使司副使、按察使司僉事等銜，駐甘州衛，下轄甘州衛、山丹衛、肅州衛、鎮彝所、高臺所。雍正三年（1725），裁甘州衛置甘州府，下置張掖縣、裁山丹衛改置山丹縣、裁高臺所及鎮夷所改置高臺縣；雍正七年（1729），割高臺縣改隸肅州直隸州（屬整飭肅州道）。乾隆九年（1744年），分巡甘山道與整飭肅州道合併改為分巡甘肅兵備道。

## 管轄
- 康熙二年（1663）至雍正三年（1725）下轄三衛二所：甘州衛、山丹衛、肅州衛、鎮彝所、高臺所。
- 雍正三年（1725）至七年（1729）下轄甘州府三縣：張掖縣、山丹縣、高臺縣。
- 雍正七年（1729）至乾隆九年（1744年）下轄甘州府二縣：張掖縣、山丹縣。